# Aeroportul Butler Memorial
Aeroportul Butler Memorial (IATA: BUM, ICAO: KBUM, FAA LID: BUM) este un aeroport din Comitatul Bates, Missouri, Statele Unite ale Americii.
Situat la o altitudine de 272,1864 m, aeroportul dispune de o singură pistă.